# Берёзовка (Рубцовский район)
Берёзовка — посёлок в Рубцовском районе Алтайского края, входит в состав муниципального образования сельское поселение Безрукавский сельсовет.

## История
Посёлок был основан в 1923 году. В связи с выделением больших и близкорасположенных массивов земель в районе шло массовое образование коммун и других коллективных хозяйств, сыгравшее большую роль в появлении и быстром росте новых населенных пунктов. Такие населённые пунуты в большей части основывались крестьянами, которые объединялись по родственному принципу.
Основан в 1922 г. В 1928 г. состоял из 48 хозяйств, основное население — русские. В составе Безрукавского сельсовета Рубцовского района Рубцовского округа Сибирского края.

## Улицы
Список улиц села:
- улица Грищенко.
- улица Молодёжная.
- улица Советская.

## Население
| 1926 | 1931 | 1997 | 1998 | 1999 | 2000 |
| ---- | ---- | ---- | ---- | ---- | ---- |
| 263  | ↘208 | ↗406 | ↗430 | ↘413 | ↘392 |
| 2001 | 2002 | 2003 | 2004 | 2005 | 2006 |
| ↗410 | ↘402 | ↗415 | ↗430 | ↗445 | ↗464 |
| 2007 | 2008 | 2009 | 2010 | 2011 | 2012 |
| ↗482 | ↗488 | ↘468 | ↘443 | ↘442 | ↗447 |
| 2013 |      |      |      |      |      |
| ↗452 |      |      |      |      |      |

## Образование
В посёлке расположено муниципальное образовательное учреждение «Берёзовская начальная общеобразовательная школа».